# Eduardo Fierro
Juan Eduardo Fierro Ribera (Santa Cruz de la Sierra; 15 de agosto de 1988) es un futbolista boliviano. Juega como delantero.

## Biografía
Eduardo es el hijo del exdefensor de fútbol Aldo Fierro, que jugó profesionalmente para varios equipos en la división de Bolivia por primera vez durante la década de 1970 y 80, así como la Selección Boliviana.

## Trayectoria
Fierro comenzó su carrera en las categorías inferiores del club Blooming, donde trabajó hasta llegar al primer equipo. Hizo su debut en primera división en 2005. Durante su primer período con los celestes que hizo la mayoría de sus apariciones desde el banco, y fue también a menudo obstaculizado por lesiones. En 2008, fue cedido para jugar en La Paz FC. A su llegada, respondió a las expectativas con impresionantes exhibiciones. Fierro tuvo una temporada favorable anotar ocho goles en 25 partidos. En 2009, Blooming le dio una segunda oportunidad y lo trajo de vuelta al club. En 2010 se unió a club brasileño Oeste Futebol Clube. 
En 2011 vuelve al Bolivia para jugar nuevamente en La Paz FC teniendo buenas actuaciones. El 7 de julio de 2011 Fierro ficha por su nuevo club el Universitario de Sucre por una temporada.

## Selección nacional
Fierro debutó con la Selección de fútbol de Bolivia en un amistoso contra Haití el 7 de febrero de 2013. Desde entonces ha sido internacional en 3 ocasiones sin anotar goles.

### Participaciones en Eliminatorias
| Eliminatoria               | Sede       | Selección | Resultado         | Partidos |
| -------------------------- | ---------- | --------- | ----------------- | -------- |
| Eliminatorias Mundial 2014 | Sudamérica | Bolivia   | 8º (No clasificó) | 1        |
| Eliminatorias Mundial 2018 | Sudamérica | Bolivia   | 9º (No clasificó) | 1        |

| \| N.º \| Fecha \| Estadio \| Local \| Resultado \| Visitante \| Goles \| Asist. \| Competición \| \| ----- \| ---------- \| -------------------------------------- \| ------- \| --------- \| --------- \| ----- \| ------ \| ----------------- \| \| 1 \| 07-02-2013 \| Tahuichi Aguilera, Santa Cruz, Bolivia \| Bolivia \| 2-1 \| Haití \| \| \| Amistoso \| \| 2 \| 07-06-2013 \| Hernando Siles, La Paz, Bolivia \| Bolivia \| 1-1 \| Venezuela \| \| \| Elim. Brasil 2014 \| \| 3 \| 05-10-2017 \| Hernando Siles, La Paz, Bolivia \| Bolivia \| 0-0 \| Brasil \| \| \| Elim. Brasil 2018 \| \| Total \| \| Presencias \| 3 \| \| Goles \| 0 \| 0 \| ---- \| |            |                                        |         |           |           |       |        |                   |
| N.º | Fecha      | Estadio                                | Local   | Resultado | Visitante | Goles | Asist. | Competición       |
| 1 | 07-02-2013 | Tahuichi Aguilera, Santa Cruz, Bolivia | Bolivia | 2-1       | Haití     |       |        | Amistoso          |
| 2 | 07-06-2013 | Hernando Siles, La Paz, Bolivia        | Bolivia | 1-1       | Venezuela |       |        | Elim. Brasil 2014 |
| 3 | 05-10-2017 | Hernando Siles, La Paz, Bolivia        | Bolivia | 0-0       | Brasil    |       |        | Elim. Brasil 2018 |
| Total |            | Presencias                             | 3       |           | Goles     | 0     | 0      | ----              |

## Clubes
| Club                    | País           | Año           |
| ----------------------- | -------------- | ------------- |
| Blooming                | Bolivia        | 2005 - 2007   |
| La Paz F. C.            | Bolivia        | 2008          |
| Blooming                | Bolivia        | 2009          |
| Oeste Futebol Clube     | Brasil         | 2010          |
| La Paz F. C.            | Bolivia        | 2011          |
| Universitario de Sucre  | Bolivia        | 2011 - 2013   |
| Al-Faisaly              | Arabia Saudita | 2013          |
| Sport Boys Warnes       | Bolivia        | 2013 - 2014   |
| San José                | Bolivia        | 2014          |
| Petrolero               | Bolivia        | 2015          |
| Universitario de Sucre  | Bolivia        | 2015 - 2016   |
| Bolívar                 | Bolivia        | 2016-2018     |
| Sport Boys Warnes       | Bolivia        | 2019          |
| Nacional Potosí         | Bolivia        | 2020          |
| Independiente Petrolero | Bolivia        | 2021-presente |

## Palmarés

### Títulos nacionales
| Título           | Club     | País    | Año           |
| ---------------- | -------- | ------- | ------------- |
| Primera División | Blooming | Bolivia | Apertura 2005 |
| Primera División | Blooming | Bolivia | Clausura 2009 |
| Primera División | Bolívar  | Bolivia | Apertura 2017 |
| Primera División | Bolívar  | Bolivia | Clausura 2017 |